# Sceloglossum
× Sceloglossum (abreviado Sgl) es un híbrido intergenérico entre los géneros de orquídeas Odontoglossum × Scelochilus. Fue publicado en Sander's List Orchid Hybrids Addendum 2002-2004: lx (2005).